# Saison 2022 du Sky de Chicago
La saison 2022 du Sky de Chicago est la 17e saison de la franchise en WNBA.

## Draft
Le Sky de Chicago entre dans la draft 2022 sans choix.

## Matchs

### Pré-saison
| Pré-saison Total: 0-2 (Domicile : 0-1; Extérieur : 0-1) |

| Match | Date match | Équipe  | Score   | Meilleur marqueur   | Meilleur rebondeur   | Meilleur passeur  | Lieux Spectateurs       | Série |
| ----- | ---------- | ------- | ------- | ------------------- | -------------------- | ----------------- | ----------------------- | ----- |
| 1     | 25 avril   | Dallas  | D 77-92 | Emma Meesseman (24) | Meesseman, Maley (5) | Dana Evans (7)    | Wintrust Arena -        | 0 - 1 |
| 2     | 30 avril   | Indiana | D 75-79 | Emma Meesseman (13) | Emma Meesseman (8)   | Evans, Taylor (3) | Gainbridge Fieldhouse - | 0 - 2 |

### Saison régulière
| Saison régulière Total: 26-10 (Domicile : 14-4; Extérieur : 12-6) |

| Match | Date match | Équipe       | Score        | Meilleur marqueur         | Meilleur rebondeur    | Meilleur passeur          | Lieux Spectateurs                    | Série |
| ----- | ---------- | ------------ | ------------ | ------------------------- | --------------------- | ------------------------- | ------------------------------------ | ----- |
| 1     | 6 mai      | Los Angeles  | D 91-98 (OT) | Dana Evans (24)           | Emma Meesseman (8)    | Courtney Vandersloot (8)  | Wintrust Arena 8 111                 | 0 - 1 |
| 2     | 11 mai     | New York     | V 83-50      | Dana Evans (15)           | Meesseman, Parker (6) | Courtney Vandersloot (6)  | Wintrust Arena 4 935                 | 1 - 1 |
| 3     | 14 mai     | @ Minnesota  | V 82-78      | Emma Meesseman (17)       | Emma Meesseman (7)    | Courtney Vandersloot (11) | Target Center 6 503                  | 2 - 1 |
| 4     | 18 mai     | @ Seattle    | D 71-74      | Azurá Stevens (18)        | Candace Parker (9)    | Courtney Vandersloot (12) | Climate Pledge Arena 7 450           | 2 - 2 |
| 5     | 22 mai     | @ Washington | V 82-73      | Candace Parker (16)       | Candace Parker (13)   | Candace Parker (10)       | Entertainment and Sports Arena 4 200 | 3 - 2 |
| 6     | 24 mai     | Indiana      | V 95-90      | Candace Parker (16)       | Azurá Stevens (7)     | Parker, Vandersloot (10)  | Wintrust Arena 7 741                 | 4 - 2 |
| 7     | 28 mai     | Las Vegas    | D 76-83      | Copper, Vandersloot (12)  | Candace Parker (11)   | Parker, Vandersloot (3)   | Wintrust Arena 6 812                 | 4 - 3 |
| 8     | 31 mai     | Phoenix      | V 73-70      | Courtney Vandersloot (18) | Candace Parker (11)   | Courtney Vandersloot (6)  | Wintrust Arena 5 133                 | 5 - 3 |

| Match | Date match | Équipe        | Score          | Meilleur marqueur           | Meilleur rebondeur  | Meilleur passeur          | Lieux Spectateurs                    | Série  |
| ----- | ---------- | ------------- | -------------- | --------------------------- | ------------------- | ------------------------- | ------------------------------------ | ------ |
| 9     | 3 juin     | @ Atlanta     | V 73-65        | Kahleah Copper (21)         | Kahleah Copper (8)  | Courtney Vandersloot (6)  | Gateway Center Arena 3 138           | 6 - 3  |
| 10    | 5 juin     | Washington    | V 91-82        | Kahleah Copper (15)         | Candace Parker (13) | Trois joueuses (6)        | Wintrust Arena 6 228                 | 7 - 3  |
| 11    | 8 juin     | @ Washington  | D 82-84        | Candace Parker (16)         | Candace Parker (9)  | Courtney Vandersloot (5)  | Entertainment and Sports Arena 2 984 | 7 - 4  |
| 12    | 10 juin    | @ Connecticut | V 83-79        | Emma Meesseman (26)         | Trois joueuses (5)  | Courtney Vandersloot (8)  | Mohegan Sun Arena 4 816              | 8 - 4  |
| 13    | 12 juin    | @ New York    | V 88-86        | Meesseman, Vandersloot (20) | Emma Meesseman (11) | Courtney Vandersloot (10) | Barclays Center 4 810                | 9 - 4  |
| 14    | 17 juin    | Atlanta       | V 106-100 (OT) | Kahleah Copper (23)         | Emma Meesseman (12) | Gardner, Allemand (5)     | Wintrust Arena 7 435                 | 10 - 4 |
| 15    | 19 juin    | @ Indiana     | D 87-89        | Kahleah Copper (28)         | Emma Meesseman (8)  | Courtney Vandersloot (7)  | Indiana Farmers Coliseum 1 706       | 10 - 5 |
| 16    | 21 juin    | @ Las Vegas   | V 104-95       | Courtney Vandersloot (25)   | Candace Parker (10) | Courtney Vandersloot (8)  | Michelob Ultra Arena 4 951           | 11 - 5 |
| 17    | 23 juin    | @ Los Angeles | V 82-59        | Vandersloot, Stevens (15)   | Candace Parker (14) | Candace Parker (10)       | Crypto.com Arena 5 627               | 12 - 5 |
| 18    | 26 juin    | Minnesota     | V 88-85        | Courtney Vandersloot (18)   | Candace Parker (8)  | Allie Quigley (7)         | Wintrust Arena 7 022                 | 13 - 5 |
| 19    | 29 juin    | Connecticut   | V 91-83        | Candace Parker (25)         | Candace Parker (11) | Candace Parker (7)        | Wintrust Arena 6 709                 | 14 - 5 |

| 20                      | 2 juillet  | Phoenix       | V 91-75      | Allie Quigley (19)        | Candace Parker (8)  | Candace Parker (7)        | Wintrust Arena 8 028           | 15 - 5 |           |            |           |         |                     |                     |                    |                      |     |
| 21                      | 6 juillet  | @ Minnesota   | D 78-91      | Kahleah Copper (20)       | Candace Parker (10) | Candace Parker (6)        | Target Center 11 103           | 15 - 6 |           |            |           |         |                     |                     |                    |                      |     |
| 22                      | 7 juillet  | @ Indiana     | V 93-84      | Emma Meesseman (20)       | Candace Parker (9)  | Courtney Vandersloot (6)  | Indiana Farmers Coliseum 1 839 | 16 - 6 |           |            |           |         |                     |                     |                    |                      |     |
| WNBA All-Star Game 2022 |            |               |              |                           |                     |                           |                                |        |           |            |           |         |                     |                     |                    |                      |     |
| 23                      | 12 juillet | Atlanta       | V 90-75      | Candace Parker (31)       | Candace Parker (11) | Emma Meesseman (8)        | Wintrust Arena 7 074           | 17 - 6 |           |            |           |         |                     |                     |                    |                      |     |
| 24                      | 14 juillet | @ Los Angeles | V 80-68      | Rebekah Gardner (18)      | Candace Parker (11) | Quatre joueuses (4)       | Crypto.com Arena 5 856         | 18 - 6 |           |            |           |         |                     |                     |                    |                      |     |
| 25                      | 16 juillet | @ Dallas      | V 89-81      | Copper, Meesseman (23)    | Kahleah Copper (14) | Julie Allemand (8)        | College Park Center 5 126      | 19 - 6 |           |            |           |         |                     |                     |                    |                      |     |
| 26                      | 20 juillet | Seattle       | V 78-74      | Allie Quigley (18)        | Emma Meesseman (10) | Emma Meesseman (6)        | Wintrust Arena 8 893           | 20 - 6 |           |            |           |         |                     |                     |                    |                      |     |
| 27                      | 22 juillet | Dallas        | V 89-83      | Kahleah Copper (19)       | Candace Parker (10) | Emma Meesseman (9)        | Wintrust Arena 7 014           | 21 - 6 |           |            |           |         |                     |                     |                    |                      |     |
| 28                      | 23 juillet | @ New York    | D 80-83      | Candace Parker (21)       | Candace Parker (11) | Parker, Gardner (3)       | Barclays Center 6 926          | 21 - 7 | CC Finale | 26 juillet | Las Vegas | D 83-93 | Candace Parker (20) | Candace Parker (14) | Julie Allemand (6) | Wintrust Arena 8 922 | N/A |
| 29                      | 29 juillet | New York      | V 89-81      | Courtney Vandersloot (23) | Kahleah Copper (11) | Courtney Vandersloot (9)  | Wintrust Arena 6 924           | 22 - 7 |           |            |           |         |                     |                     |                    |                      |     |
| 30                      | 31 juillet | @ Connecticut | V 95-92 (OT) | Kahleah Copper (27)       | Azurá Stevens (10)  | Courtney Vandersloot (12) | Mohegan Sun Arena 6 254        | 23 - 7 |           |            |           |         |                     |                     |                    |                      |     |

| Match | Date match | Équipe      | Score     | Meilleur marqueur         | Meilleur rebondeur  | Meilleur passeur         | Lieux Spectateurs          | Série   |
| ----- | ---------- | ----------- | --------- | ------------------------- | ------------------- | ------------------------ | -------------------------- | ------- |
| 31    | 2 août     | Dallas      | D 78-84   | Kahleah Copper (19)       | Kahleah Copper (11) | Courtney Vandersloot (8) | Wintrust Arena 5 602       | 23 - 8  |
| 32    | 5 août     | Washington  | V 93-83   | Kahleah Copper (19)       | Azurá Stevens (6)   | Courtney Vandersloot (7) | Wintrust Arena 8 042       | 24 - 8  |
| 33    | 7 août     | Connecticut | V 94-91   | Courtney Vandersloot (20) | Candace Parker (12) | Trois joueuses (3)       | Wintrust Arena 8 224       | 25 - 8  |
| 34    | 9 août     | Seattle     | D 100-111 | Courtney Vandersloot (28) | Candace Parker (7)  | Courtney Vandersloot (7) | Wintrust Arena 9 314       | 25 - 9  |
| 35    | 11 août    | @ Las Vegas | D 78-89   | Kahleah Copper (28)       | Candace Parker (12) | Vandersloot, Parker (6)  | Michelob Ultra Arena 6 055 | 25 - 10 |
| 36    | 14 août    | @ Phoenix   | V 82-67   | Azurá Stevens (17)        | Candace Parker (6)  | Julie Allemand (6)       | Footprint Center 12 383    | 26 - 10 |

### Playoffs
| Playoffs Total: 4-4 (Domicile : 2-3; Extérieur : 2-1) |

| Match | Date match | Équipe     | Score    | Meilleur marqueur    | Meilleur rebondeur  | Meilleur passeur          | Lieux Spectateurs     | Série |
| ----- | ---------- | ---------- | -------- | -------------------- | ------------------- | ------------------------- | --------------------- | ----- |
| 1     | 17 août    | New York   | D 91-98  | Kahleah Copper (21)  | Candace Parker (10) | Courtney Vandersloot (10) | Wintrust Arena 7 524  | 0 - 1 |
| 2     | 20 août    | New York   | V 100-62 | Kahleah Copper (20)  | Candace Parker (12) | Allie Quigley (8)         | Wintrust Arena 7 732  | 1 - 1 |
| 3     | 23 août    | @ New York | V 90-72  | Copper, Quigley (20) | Candace Parker (13) | Courtney Vandersloot (10) | Barclays Center 7 837 | 2 - 1 |

| Match | Date match  | Équipe        | Score    | Meilleur marqueur   | Meilleur rebondeur  | Meilleur passeur         | Lieux Spectateurs       | Série |
| ----- | ----------- | ------------- | -------- | ------------------- | ------------------- | ------------------------ | ----------------------- | ----- |
| 1     | 28 août     | Connecticut   | D 63-68  | Candace Parker (19) | Candace Parker (18) | Emma Meesseman (7)       | Wintrust Arena 8 955    | 0 - 1 |
| 2     | 31 août     | Connecticut   | V 85-77  | Candace Parker (22) | Emma Meesseman (7)  | Courtney Vandersloot (8) | Wintrust Arena 8 311    | 1 - 1 |
| 3     | 4 septembre | @ Connecticut | V 76-72  | Candace Parker (16) | Candace Parker (11) | Emma Meesseman (6)       | Mohegan Sun Arena 9 142 | 2 - 1 |
| 4     | 6 septembre | @ Connecticut | D 80-104 | Kahleah Copper (16) | Candace Parker (9)  | Emma Meesseman (6)       | Mohegan Sun Arena 5 868 | 2 - 2 |
| 5     | 8 septembre | @ Connecticut | D 63-72  | Kahleah Copper (22) | Candace Parker (9)  | Allie Quigley (7)        | Wintrust Arena 8 014    | 2 - 3 |

### Confrontations en saison régulière
| Conférence Est | Conférence Est                            | Conférence Est                            | Conférence Est                            | Conférence Est                            | Conférence Ouest                          | Conférence Ouest                          | Conférence Ouest                          | Conférence Ouest                          | Conférence Ouest                          |
| Équipe         | Domicile                                  | Domicile                                  | Extérieur                                 | Extérieur                                 | Équipe                                    | Domicile                                  | Domicile                                  | Extérieur                                 | Extérieur                                 |
| -------------- | ----------------------------------------- | ----------------------------------------- | ----------------------------------------- | ----------------------------------------- | ----------------------------------------- | ----------------------------------------- | ----------------------------------------- | ----------------------------------------- | ----------------------------------------- |
| Atlanta        | 106-100                                   | 90-75                                     | 73-65                                     |                                           | Dallas                                    | 89-83                                     | 78-84                                     | 89-81                                     |                                           |
|                |                                           |                                           |                                           |                                           | Las Vegas                                 | 76-83                                     |                                           | 104-95                                    | 78-89                                     |
| Connecticut    | 91-83                                     | 94-91                                     | 83-79                                     | 95-92                                     | Los Angeles                               | 91-98                                     |                                           | 82-59                                     | 80-68                                     |
| Indiana        | 95-90                                     |                                           | 87-89                                     | 93-84                                     | Minnesota                                 | 88-85                                     |                                           | 82-78                                     | 78-81                                     |
| New York       | 83-50                                     | 89-81                                     | 88-86                                     | 80-83                                     | Phoenix                                   | 73-70                                     | 91-75                                     | 82-67                                     |                                           |
| Washington     | 91-82                                     | 93-83                                     | 82-73                                     | 82-84                                     | Seattle                                   | 78-74                                     | 100-111                                   | 71-74                                     |                                           |
| Conférence     | 15-3 (Domicile : 9-0; Extérieur : 6-3)    | 15-3 (Domicile : 9-0; Extérieur : 6-3)    | 15-3 (Domicile : 9-0; Extérieur : 6-3)    | 15-3 (Domicile : 9-0; Extérieur : 6-3)    | Conférence                                | 11-7 (Domicile : 5-4; Extérieur : 6-3)    | 11-7 (Domicile : 5-4; Extérieur : 6-3)    | 11-7 (Domicile : 5-4; Extérieur : 6-3)    | 11-7 (Domicile : 5-4; Extérieur : 6-3)    |
| Total          | 26-10 (Domicile : 14-4; Extérieur : 12-6) | 26-10 (Domicile : 14-4; Extérieur : 12-6) | 26-10 (Domicile : 14-4; Extérieur : 12-6) | 26-10 (Domicile : 14-4; Extérieur : 12-6) | 26-10 (Domicile : 14-4; Extérieur : 12-6) | 26-10 (Domicile : 14-4; Extérieur : 12-6) | 26-10 (Domicile : 14-4; Extérieur : 12-6) | 26-10 (Domicile : 14-4; Extérieur : 12-6) | 26-10 (Domicile : 14-4; Extérieur : 12-6) |

## Classements
| Classement | Classement                | Classement | Classement | Classement | Classement | Classement | Classement |
| No         | Franchise                 | Vic.       | Def.       | MJ         | V/D        | GB         |            |
| ---------- | ------------------------- | ---------- | ---------- | ---------- | ---------- | ---------- | ---------- |
| 1          | x - Aces de Las Vegas     | 26         | 10         | 36         | .722       | -          |            |
| 2          | x - Sky de Chicago        | 26         | 10         | 36         | .722       | -          |            |
| 3          | x - Sun du Connecticut    | 25         | 11         | 36         | .694       | 1          |            |
| 4          | x - Storm de Seattle      | 22         | 14         | 36         | .611       | 4          |            |
| 5          | x - Mystics de Washington | 22         | 14         | 36         | .611       | 4          |            |
| 6          | x - Wings de Dallas       | 18         | 18         | 36         | .500       | 8          |            |
| 7          | x - Liberty de New York   | 16         | 20         | 36         | .444       | 10         |            |
| 8          | x - Mercury de Phoenix    | 15         | 21         | 36         | .417       | 11         |            |
|            |                           |            |            |            |            |            |            |
| 9          | o - Lynx du Minnesota     | 14         | 22         | 36         | .389       | 12         |            |
| 10         | o - Dream d'Atlanta       | 14         | 22         | 36         | .389       | 12         |            |
| 11         | o - Sparks de Los Angeles | 13         | 23         | 36         | .361       | 13         |            |
| 12         | o - Fever de l'Indiana    | 5          | 31         | 36         | .139       | 21         |            |

| 1 | Sky de Chicago        | 9 | 1 | 10 | +82 |
| 2 | Liberty de New York   | 6 | 4 | 10 | -4  |
| 3 | Sun du Connecticut    | 5 | 5 | 10 | +37 |
| 4 | Mystics de Washington | 5 | 5 | 10 | +17 |
| 5 | Dream d'Atlanta       | 3 | 7 | 10 | -49 |
| 6 | Fever de l'Indiana    | 2 | 8 | 10 | -83 |

Playoffs
|  | Premier tour | Premier tour        | Premier tour       |                    |                    | Demi-finales      | Demi-finales | Demi-finales |  |  | Finale | Finale            | Finale |
|  |              |                     |                    |                    |                    |                   |              |              |  |  |        |                   |        |
|  | 1            | Aces de Las Vegas   | 2                  |                    |                    |                   |              |              |  |  |        |                   |        |
|  | 8            | Mercury de Phoenix  | 0                  |                    |                    |                   |              |              |  |  |        |                   |        |
|  | 8            | Mercury de Phoenix  | 0                  |                    | 1                  | Aces de Las Vegas | 3            |              |  |  |        |                   |        |
|  |              |                     |                    |                    | 1                  | Aces de Las Vegas | 3            |              |  |  |        |                   |        |
|  |              | 4                   | Storm de Seattle   | 1                  |                    |                   |              |              |  |  |        |                   |        |
|  | 4            | 4                   | Storm de Seattle   | 1                  | Storm de Seattle   | 2                 |              |              |  |  |        |                   |        |
|  | 4            |                     |                    |                    | Storm de Seattle   | 2                 |              |              |  |  |        |                   |        |
|  | 5            | Mystics Washington  | 0                  |                    |                    |                   |              |              |  |  |        |                   |        |
|  |              |                     |                    |                    |                    |                   |              |              |  |  | 1      | Aces de Las Vegas | 3      |
|  |              |                     | 3                  | Sun du Connecticut | 1                  |                   |              |              |  |  |        |                   |        |
|  | 2            | Sky de Chicago      | 2                  |                    |                    |                   |              |              |  |  |        |                   |        |
|  | 7            | Liberty de New York | 1                  |                    |                    |                   |              |              |  |  |        |                   |        |
|  | 7            | Liberty de New York | 1                  |                    | 2                  | Sky de Chicago    | 2            |              |  |  |        |                   |        |
|  |              |                     |                    |                    | 2                  | Sky de Chicago    | 2            |              |  |  |        |                   |        |
|  |              | 3                   | Sun du Connecticut | 3                  |                    |                   |              |              |  |  |        |                   |        |
|  | 3            | 3                   | Sun du Connecticut | 3                  | Sun du Connecticut | 2                 |              |              |  |  |        |                   |        |
|  | 3            |                     |                    |                    | Sun du Connecticut | 2                 |              |              |  |  |        |                   |        |
|  | 6            | Wings de Dallas     | 1                  |                    |                    |                   |              |              |  |  |        |                   |        |